# Ботьєво
Бо́тьєво (рос. Ботьево) — присілок у складі Яшкинського округу Кемеровської області, Росія.

## Населення
Населення — 543 особи (2010; 617 у 2002).
Національний склад (станом на 2002 рік):
- росіяни — 94 %